# Енунд
Енунд Проправящия пътища (на старонорвежки: Brøt-Anundr или Braut-Önundr) е полулегендарен шведски конунг от династията Инглинги.
Той бил син на Ингвар Високия, който загинал в Естония. Енунд отмъстил за баща си като разорил Естония и взял богата плячка. Впоследствие той не водил повече войни и се занимавал с разчистване на горите, освобождаване на обработваема земя, привличане на нови заселници и прокарване на пътища. Именно така получил и прякора си „Проправящ пътища“.
Енунд загинал, когато при едно от пътуванията си с дружината си попаднал под лавина от камъни. Негов наследник станал синът му Ингялд Коварния.
Интересно е, че според една от сагите Енунд е син не на Ингвар Високия, а на неговия баща Ейстейн. Според Historia Norwegiæ (написана от неизвестен монах през XII в.) той е бил убит от своя брат Сигурд (като е возможно да е бил затрупан с камъни).
Шведският археолог Биргер Нерман на основание археологически и други данни счита, че гибелта на Енунд се отнася за ок. 640 г.